# NGC 7267
NGC 7267 (również PGC 68780) – galaktyka spiralna z poprzeczką (SBa), znajdująca się w gwiazdozbiorze Ryby Południowej. Odkrył ją John Herschel 23 września 1834 roku.